# Stenodynerus rudus
Stenodynerus rudus är en stekelart som beskrevs av Richard Mitchell Bohart 1949. Stenodynerus rudus ingår i släktet smalgetingar, och familjen Eumenidae. Inga underarter finns listade i Catalogue of Life.